# Raddea alpina
Raddea alpina là một loài bướm đêm trong họ Noctuidae.